# Aigue-marine (couleur)
Aigue-marine est un nom de couleur inspiré par le nom d'une pierre semi-précieuse, l’aigue-marine, qui est incolore et polychroïque, c'est-à-dire que sa couleur change selon l'angle selon lequel on l'examine par transparence. Utilisé dans le domaine de la mode et de la décoration, il désigne d'ordinaire une nuance bleu-vert pâle.
Dans les nuanciers, on trouve en peinture aigue-marine, aigue marine ; en fil à broder 3761 aigue-marine bleue

## Histoire
Le nom de couleur aigue-marine est attesté en français au moins depuis le XVIIe siècle. Blaise de Vigenère le définit comme un mélange de blanc et de bleu turquin (bleu-vert).
Au XIXe siècle, Michel-Eugène Chevreul a entrepris de repérer les couleurs entre elles et par rapport aux raies de Fraunhofer. Il cite parmi les « Noms de couleur le plus fréquemment usités dans la conversation et dans les livres » celui du « Béril ou aigue-marine », qu'il estime être 5 vert-bleu 3 au 5 ton. Il cote aussi, parmi les minéraux, diverses variétés de béryl aigue-marine, échantillons minéralogiques plutôt que noms de couleur.

## Couleur du Web
Aquamarine (aigue-marine, en anglais) est un nom de couleur informatique défini identiquement comme un bleu-vert pâle par les logiciels X11, HTML, SVG et CSS.